# Robert Mitchum
Pour les articles homonymes, voir Mitchum.
Robert Mitchum, né le 6 août 1917 à Bridgeport (Connecticut), et mort le 1er juillet 1997 à Santa Barbara (Californie), est un acteur et chanteur américain.
Il s'est fait connaître pour ses rôles principaux dans plusieurs films noirs classiques. Par son jeu d'acteur, il est généralement considéré comme un précurseur des antihéros répandus dans les films des années 1950 et 1960. Ses films les plus connus sont La Griffe du passé (1947), La Nuit du chasseur (1955), Les Nerfs à vif (1962) et El Dorado (1966). Il est également connu pour son rôle à la télévision du capitaine de la marine américaine Victor « Pug » Henry dans la minisérie épique Le Souffle de la guerre (1983) et sa suite Les Orages de la guerre (1988).
Mitchum a obtenu une nomination à l'Oscar du meilleur second rôle masculin pour Les Forçats de la gloire (1945). Il est classé à la 23e place de la liste AFI's 100 Years... 100 Stars des plus grandes stars masculines du cinéma américain classique, établie par l'American Film Institute.

## Biographie

### Enfance, famille et débuts
Robert Charles Durman Mitchum naît à Bridgeport dans le Connecticut. Il est le fils de James Thomas Mitchum, ouvrier de chantiers navals et du chemin de fer, et d'Ann Harriet Gunderson, immigrante norvégienne et fille d'un capitaine de marine. Sa sœur, Annette (actrice sous le pseudonyme de Julie Mitchum), naît en 1914.
Son père meurt sur un chantier de chemin de fer à Charleston (Caroline du Sud) en février 1919, alors que Robert n'a pas encore deux ans. Après la mort de son mari, Ann Mitchum reçoit une pension du gouvernement, et se rend compte bientôt qu'elle est enceinte. Elle retourne auprès de sa famille dans le Connecticut et épouse un ancien officier de l'Armée britannique qui l'aide à élever les trois enfants, en septembre 1919 naît John. Lorsque ses enfants sont en âge d'aller à l'école, sa mère est embauchée en tant que linotypiste pour le Bridgeport Post. À peine âgé de 11 ans, Robert ne trouve littéralement plus sa place à table en rentrant chez lui, sa mère n'ayant plus les moyens de le nourrir. Après quelque temps dans la ferme de ses grands-parents, il prend clandestinement le train pour le sud.

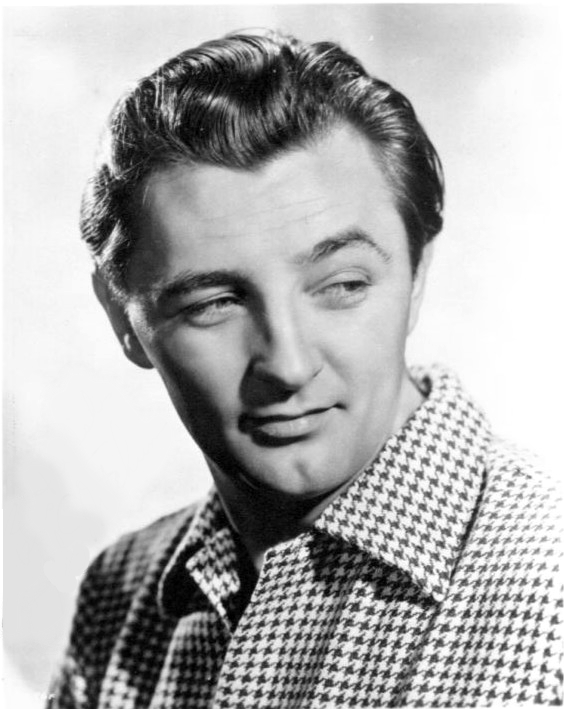
Robert Mitchum en 1949.

À 14 ou 16 ans (les versions varient), il est arrêté à Savannah en Géorgie pour vagabondage, et doit travailler pour l'État, enchaîné à d'autres forçats. Il parvient à s'évader et rejoint la maison de ses grands-parents. C'est là qu'il rencontre, en 1933, Dorothy (alors âgée de 14 ans). Ils se marient le 16 mars 1940 dans la cuisine d'un pasteur. Malgré les infidélités notoires de Robert, ils resteront mariés jusqu'à la fin de la vie de l'acteur.
Robert Mitchum commence sa carrière en étant sous contrat avec la RKO.

### Son apport au film noir
Robert Mitchum est l'un des acteurs emblématiques du film noir depuis sa première apparition en 1944 dans la série B Étrange Mariage (When Strangers Marry), mettant en scène un tueur en série psychotique. Dans Lame de fond (1946), il incarne le frère de Robert Taylor aux côtés de Katharine Hepburn dans ce qui sera la seule incursion dans le genre de Vincente Minnelli.[réf. souhaitée]
En 1946, dans Le Médaillon il est l'ex-mari de la femme fatale Laraine Day, alors que l'année suivante dans La Vallée de la peur (entre western et film noir), son personnage se remémore son passé tout en pourchassant ceux qui ont tué sa famille. Pour Feux croisés également sorti en 1947, Mitchum appartient à un groupe de soldats dont l'un a tué un juif. Cette critique de l'antisémitisme et des méthodes d'entraînement militaire, réalisée par Edward Dmytryk, fut un film marquant de cette année-là et sera sélectionné pour cinq Oscars.[réf. souhaitée]

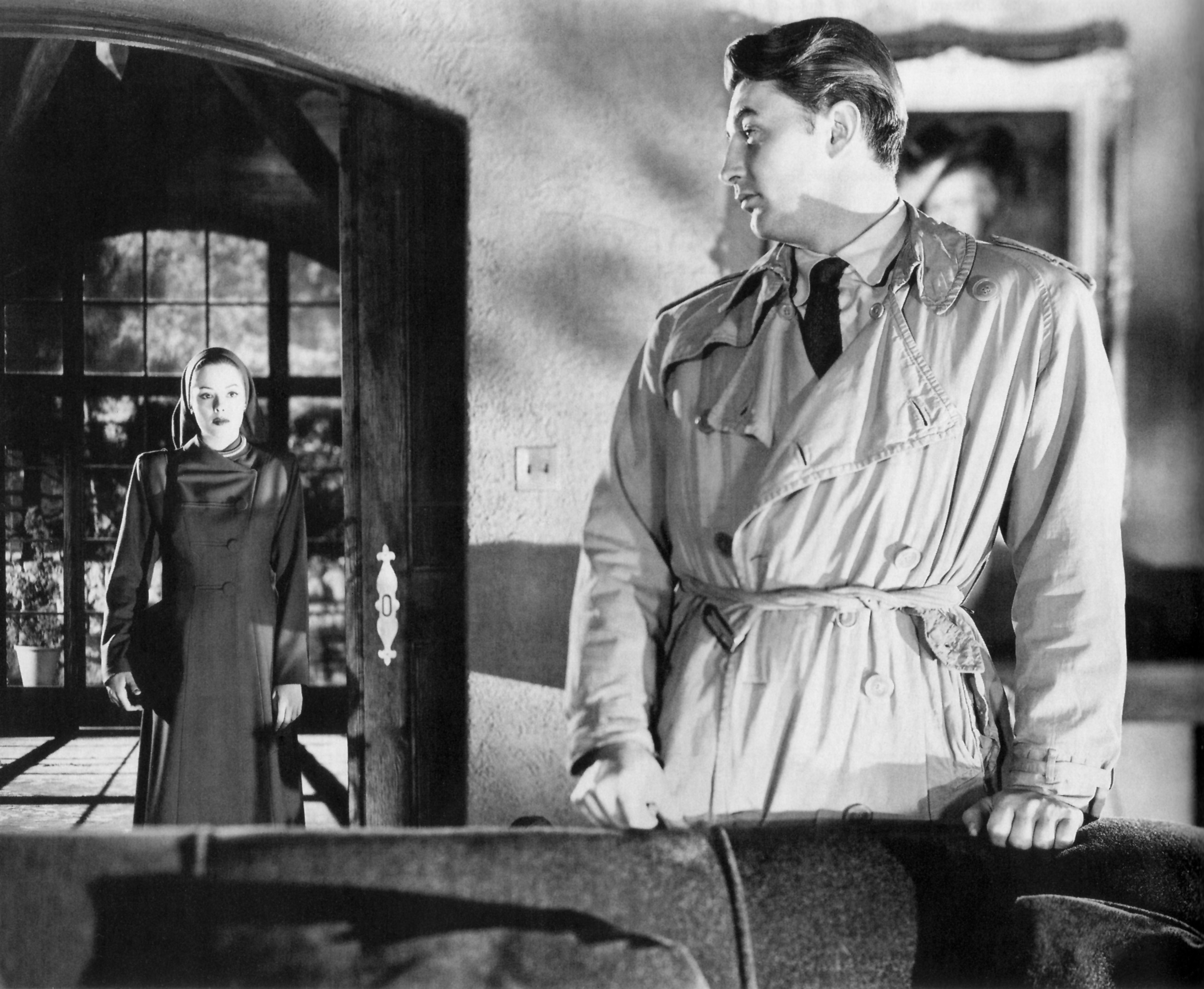
Avec Jane Greer dans La Griffe du passé (Out of the Past) en 1947.

Après Feux croisés, Mitchum joue le premier rôle d'un des meilleurs films de sa carrière, La Griffe du passé (1947, ressorti plus tard en France sous le titre Pendez-moi haut et court) réalisé par Jacques Tourneur et photographié par Nicolas Musuraca. Il y incarne Jeff Markham, le propriétaire d'une station-service isolée qui se retrouve rattrapé par son passé trouble avec le joueur Whit Sterling (Kirk Douglas) et la femme fatale Kathie Moffett (Jane Greer). Même s'il est passé relativement inaperçu au moment de sa sortie, ce film a ensuite fait l'objet d'une reconnaissance tardive auprès des cinéastes et des journalistes qui le portèrent aux nues. L'acteur sera à nouveau photographié par Musuraca dans le « western psychologique » de Robert Wise, Ciel rouge, l'année suivante.[réf. souhaitée]

### Producteur... et chanteur
En 1958, Robert Mitchum s'engage personnellement dans le film Thunder Road, un projet qui lui tenait à cœur, et qu'il finança en partie de ses deniers. Le film dépeint la vie dangereuse d'un contrebandier d'alcool distillé illégalement à la ferme, transportant sa marchandise (surnommée « Moonshine ») la nuit en prenant tous les risques à bord d'une voiture gonflée sur les routes de l'Amérique profonde (une pratique qui fut incidemment à l'origine des courses de stock-car). Il y joue le rôle de Lucas Doolin, le contrebandier pris en tenaille entre les douaniers fédéraux (Revenuers) et un redoutable gangster (Jacques Aubuchon) qui veut monopoliser le trafic de Moonshine. Son fils, James Mitchum, joue également dans le film, où il incarne le jeune frère et mécanicien de Mitchum.[réf. souhaitée]
La chanson du film, devenu culte dans les États du Sud des États-Unis, La Ballade de Thunder road, fut également un succès discographique, interprétée par Mitchum en personne (alors que dans le film elle est chantée d'une façon plus suave par le chanteur de country Randy Sparks (en)).[réf. souhaitée]

## Vie privée

### Mariage

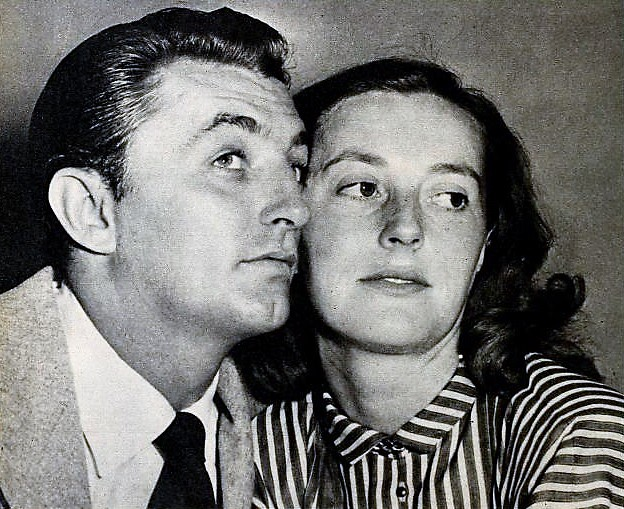
Robert et Dorothy Mitchum (1948).

Robert Mitchum se marie avec Dorothy Spence le 16 mars 1940, dans la cuisine d'un pasteur.
Une légende raconte que Mitchum et sa femme sont ceux qui, au lendemain d'une soirée dans un club du Missouri, ont recommandé un chanteur méconnu et amateur de rock 'n' roll au colonel Parker. Ce dernier deviendra alors l'impresario exclusif du chanteur, un certain Elvis Presley, lequel figurera parmi les plus fidèles amis du couple.
Le couple a eu trois enfants : James Mitchum, Christopher Mitchum et Petrine Day Mitchum.

### Mort
Robert Mitchum meurt le 1er juillet 1997 à Santa Barbara (Californie) des suites d'un cancer du poumon la veille de la mort de James Stewart. Son corps est incinéré et ses cendres dispersées dans l'océan Pacifique, mais un cénotaphe est dressé à son nom dans le Odd Fellows Cemetary de Camden, où repose la famille de son épouse. Son épouse Dorothy meurt en 2014.

## Filmographie

### Cinéma

#### Années 1940

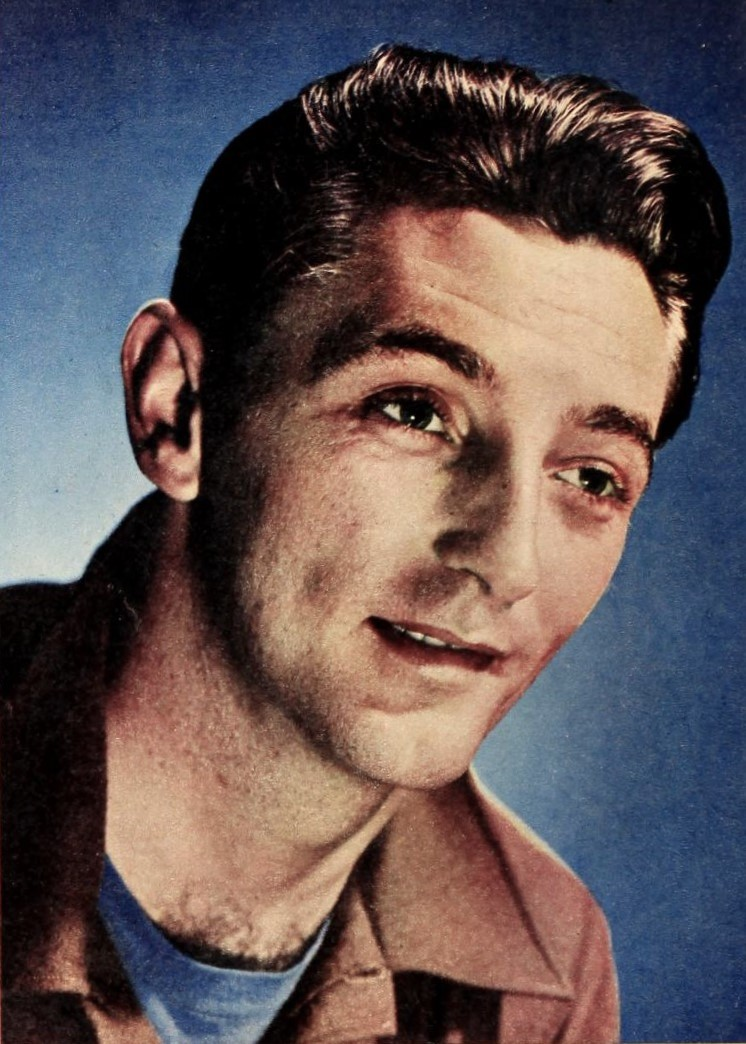
Robert Mitchum en 1946.

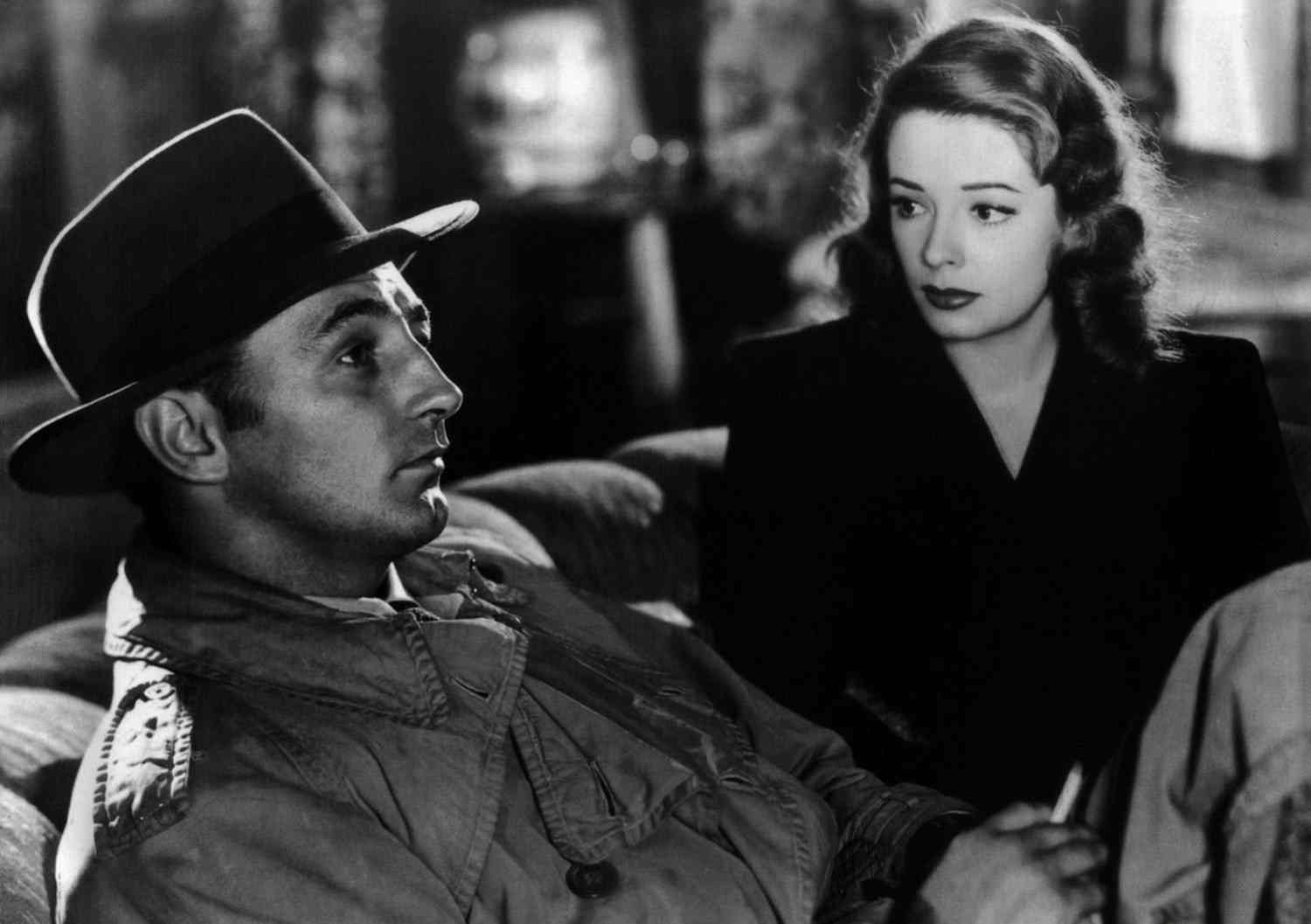
Avec Jane Greer dans La Griffe du passé (1947).

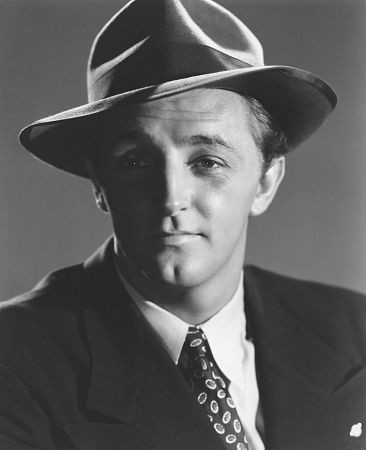
Portrait publicitaire de Robert Mitchum.

- 1943 : Et la vie continue de Clarence Brown : le soldat Quentin « Horse » Gilford (non-crédité)
- 1943 : La Justice du lasso (Hoppy Serves a Writ) de George Archainbaud : Rigney
- 1943 : Aerial Gunner (en) de William H. Pine : le sergent Benson (non-crédité)
- 1943 : Le Cercle infernal (en) (Border Patrol) de Lesley Selander : Quinn
- 1943 : Follow the Band (en) de Jean Yarbrough : Tate Winters
- 1943 : Terreur dans la vallée (en) (The Leather Burners) de Joseph Henabery : Randall
- 1943 : La Confrérie du revolver (en) (Colt Comrades) de Lesley Selander : Dirk Mason
- 1943 : Du Texas à Tokyo (en) (We've Never Been Licked) de John Rawlins : l'élève officier « Panhandle » Mitchell
- 1943 : La Revanche de Blaise Barker (en) (The Lone Star Trail) de Ray Taylor : Ben Slocum
- 1943 : Beyond the Last Frontier (en) de Howard Bretherton
(moyen métrage) : « Trigger » Dolan
- 1943 : Corvette K-225 de Richard Rosson : Shepard (non-crédité)
- 1943 : Bar 20 de Lesley Selander : Richard Adams
- 1943 : Doughboys in Ireland (en) de Lew Landers : Ernie Jones
- 1943 : Faux papiers (en) (False Colors) de George Archainbaud : Rip Austin
- 1943 : Minesweeper (en) de William Berke : Chuck Ryan
- 1943 : Gung Ho! de Ray Enright : le soldat « Pig-Iron » Matthews
- 1943 : Zone mortelle de Lesley Selander : Nick Drago
- 1943 : Cry Havoc de Richard Thorpe : le soldat qui agonise
- 1943 : Maîtres de ballet de Malcolm St. Clair : Mickey Halligan (non-crédité)
- 1944 : Surprise-partie (Johnny Doesn't Live Here Any More) de Joe May : Jeff Daniels
- 1944 : Monsieur Winkle s'en va-t-en guerre (Mr. Winkle Goes to War) d'Alfred E. Green : un caporal (non-crédité)
- 1944 : Étrange Mariage (When Strangers Marry) de William Castle : Fred Graham
- 1944 : Girl Rush (en) de Gordon Douglas : Jimmy Smith
- 1944 : Trente Secondes sur Tokyo (Thirty Seconds Over Tokyo) de Mervyn LeRoy : le lieutenant Bob Gray
- 1944 : Nevada (en) d'Edward Killy : Nevada Lacy
- 1945 : Les Forçats de la gloire (The Story of G.I. Joe) de William A. Wellman : le lieutenant Bill Walker
- 1945 : À l'ouest du Pecos (West of the Pecos) d'Edward Killy : Pecos Smith
- 1946 : Jusqu'à la fin des temps (Till the End of Time) de Edward Dmytryk : William Tabeshaw
- 1946 : Lame de fond (Undercurrent) de Vincente Minnelli : Michael Garroway
- 1946 : Le Médaillon (The Locket) de John Brahm : Norman Clyde
- 1947 : La Vallée de la peur (Pursued) de Raoul Walsh : Jeb Rand
- 1947 : Feux croisés (Crossfire) d'Edward Dmytryk : le sergent Peter Keeley
- 1947 : La Femme de l'autre (Desire Me ou  Mountain of my love) de Mervyn LeRoy : Paul Aubert
- 1947 : La Griffe du passé (Out of the Past) de Jacques Tourneur : Jeff Markham/Jeff Bailey
- 1948 : La Femme vendue (Rachel and the Stranger) de Norman Foster : Jim Fairways
- 1948 : Ciel rouge (Blood on the Moon) de Robert Wise : Jim Garry
- 1949 : Le Poney rouge (The Red Pony) de Lewis Milestone : Billy Buck
- 1949 : Ça commence à Vera Cruz (The Big Steal) de Don Siegel : le lieutenant Duke Halliday
- 1949 : Mariage compliqué (Holiday Affair) de Don Hartman : Steve Mason

#### Années 1950

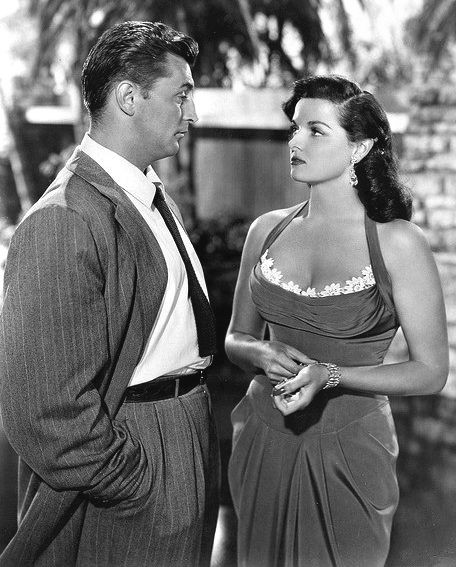
Avec Jane Russell dans Fini de rire (1951).

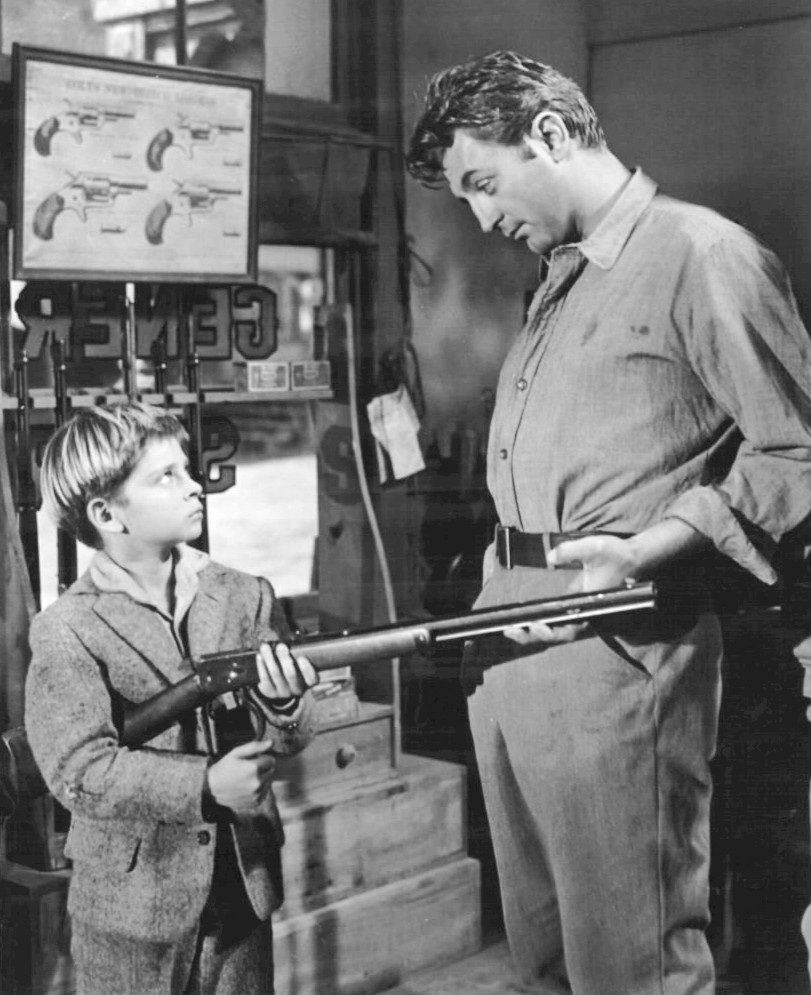
Avec Tommy Rettig dans Rivière sans retour (1954).

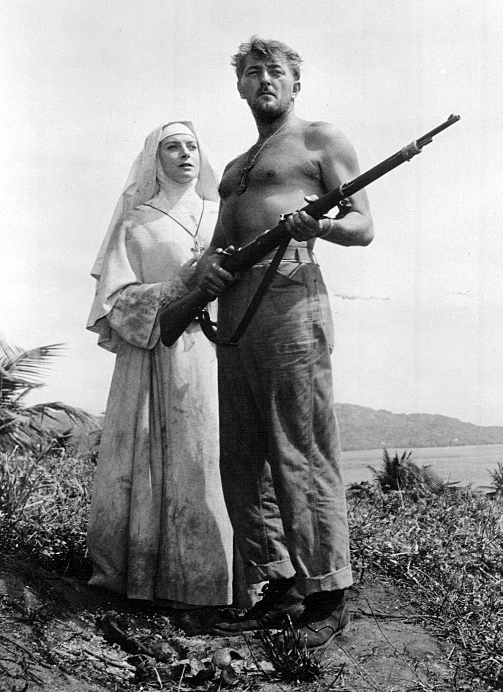
Avec Deborah Kerr dans Dieu seul le sait (1957).

- 1950 : Voyage sans retour (Where Danger Lives) de John Farrow : le docteur Jeff Cameron
- 1951 : Mon passé défendu (My Forbidden Past)  de Robert Stevenson : le professeur Mark Lucas
- 1951 : Fini de rire (His Kind of Woman) de John Farrow et Richard Fleischer : Dan Milner
- 1951 : The Racket de John Cromwell : le capitaine Thomas McQuigg
- 1952 : Le Paradis des mauvais garçons (Macao) de Josef von Sternberg : Nick Cochran
- 1952 : Une minute avant l'heure H (One Minute to Zero) de Tay Garnett : le colonel Steve Janowski
- 1952 : Les Indomptables (The Lusty Men) de Nicholas Ray : Jeff McCloud
- 1952 : Un si doux visage (Angel Face) d'Otto Preminger : Frank Jessup
- 1953 : La Sorcière blanche (White Witch Doctor) de Henry Hathaway : John « Lonni » Douglas
- 1953 : Passion sous les tropiques (Second Chance) de Rudolph Maté : Russ Lambert
- 1954 : Belle mais dangereuse (She Couldn't Say No) de Lloyd Bacon : le docteur Robert Sellers
- 1954 : Rivière sans retour (River of No Return) d'Otto Preminger : Matt Calder
- 1954 : Track of the Cat de William A. Wellman : Curt Bridges
- 1955 : Pour que vivent les hommes (Not as a Stranger) de Stanley Kramer : le docteur Lucas Marsh
- 1955 : La Nuit du chasseur (The Night of the Hunter) de Charles Laughton : le révérend Harry Powell
- 1955 : L'Homme au fusil (Man with a Gun) de Richard Wilson : Clint Tollinger
- 1956 : L'Énigmatique Monsieur D (Foreign Intrigue) de Sheldon Reynolds : Dave Bishop
- 1956 : Bandido caballero ! (Bandido) de Richard Fleischer : Wilson
- 1957 : Dieu seul le sait (Heaven Knows, Mr. Allison) de John Huston : le caporal Allison
- 1957 : L'Enfer des tropiques (Fire Down Below) de Robert Parrish : Felix Bowers
- 1957 : Torpilles sous l'Atlantique (The Enemy Below) de Dick Powell : le capitaine Murrell
- 1958 : Thunder Road de Arthur Ripley : Lucas Doolin
- 1958 : Flammes sur l'Asie (The Hunters) de Dick Powell : le major Cleve Saville
- 1959 : Trahison à Athènes (The Angry Hills) de Robert Aldrich : Mike Morrison
- 1959 : L'Aventurier du Rio Grande (The Wonderful Country) de Robert Parrish : Martin Brady

#### Années 1960

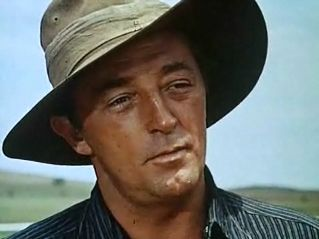
Robert Mitchum dans Horizons sans frontières (1960).

- 1960 : Celui par qui le scandale arrive (Home from the Hill) de Vincente Minnelli : le capitaine Wade Hunnicutt
- 1960 : Les Combattants de la nuit (A Terrible Beauty ou The Night Fighters) de Tay Garnett : Dermot O'Neill
- 1960 : Horizons sans frontières (The Sundowners) de Fred Zinnemann : Paddy Carmody
- 1960 : Ailleurs l'herbe est plus verte (The Grass is Greener) de Stanley Donen : Charles Delacro
- 1961 : La dernière fois que j'ai vu Archie (en) (The Last Time I Saw Archie) de Jack Webb : Archie Hall
- 1962 : Les Nerfs à vif (Cape Fear) de Jack Lee Thompson : Max Cady
- 1962 : Le Jour le plus long (The Longest Day) de Ken Annakin, Andrew Marton et Bernhard Wicki : le brigadier général Norman Cota
- 1962 : Deux sur la balançoire (Two for the Seesaw) de Robert Wise : Jerry Ryan
- 1963 : Le Dernier de la liste (The List of Adrian Messenger) de John Huston : Slattery (caméo)
- 1963 : Massacre pour un fauve (Rampage) de Phil Karlson : Harry Stanton
- 1963 : L'Affaire Winston (en) (Man in the Middle) de Guy Hamilton : le lieutenant-colonel Barney Adams
- 1964 : Madame Croque-maris (What a Way to Go!) de J. Lee Thompson : Rod Anderson Jr.
- 1965 : L'Aventurier du Kenya (Mister Moses) de Ronald Neame : Joe Moses
- 1966 : El Dorado de Howard Hawks : le shérif J.P. Harrah
- 1967 : La Route de l'Ouest (The Way West) d'Andrew V. McLaglen : Dick Summers
- 1968 : Pancho Villa (Villa Rides) de Buzz Kulik : Lee Arnold
- 1968 : La Bataille pour Anzio (Anzio) d'Edward Dmytryk et Duilio Coletti : le correspondant de guerre Dick Ennis
- 1968 : Cinq Cartes à abattre (5 Card Stud) de Henry Hathaway : le révérend Jonathan Rudd
- 1968 : Cérémonie secrète (Secret Ceremony) de Joseph Losey :  Albert
- 1969 : La Vengeance du shérif (Young Billy Young)de Burt Kennedy : le shérif Ben Kane
- 1969 : Un homme fait la loi (The Good Guys and the Bad Guys) de Burt Kennedy : le marshal Jim Flagg

#### Années 1970

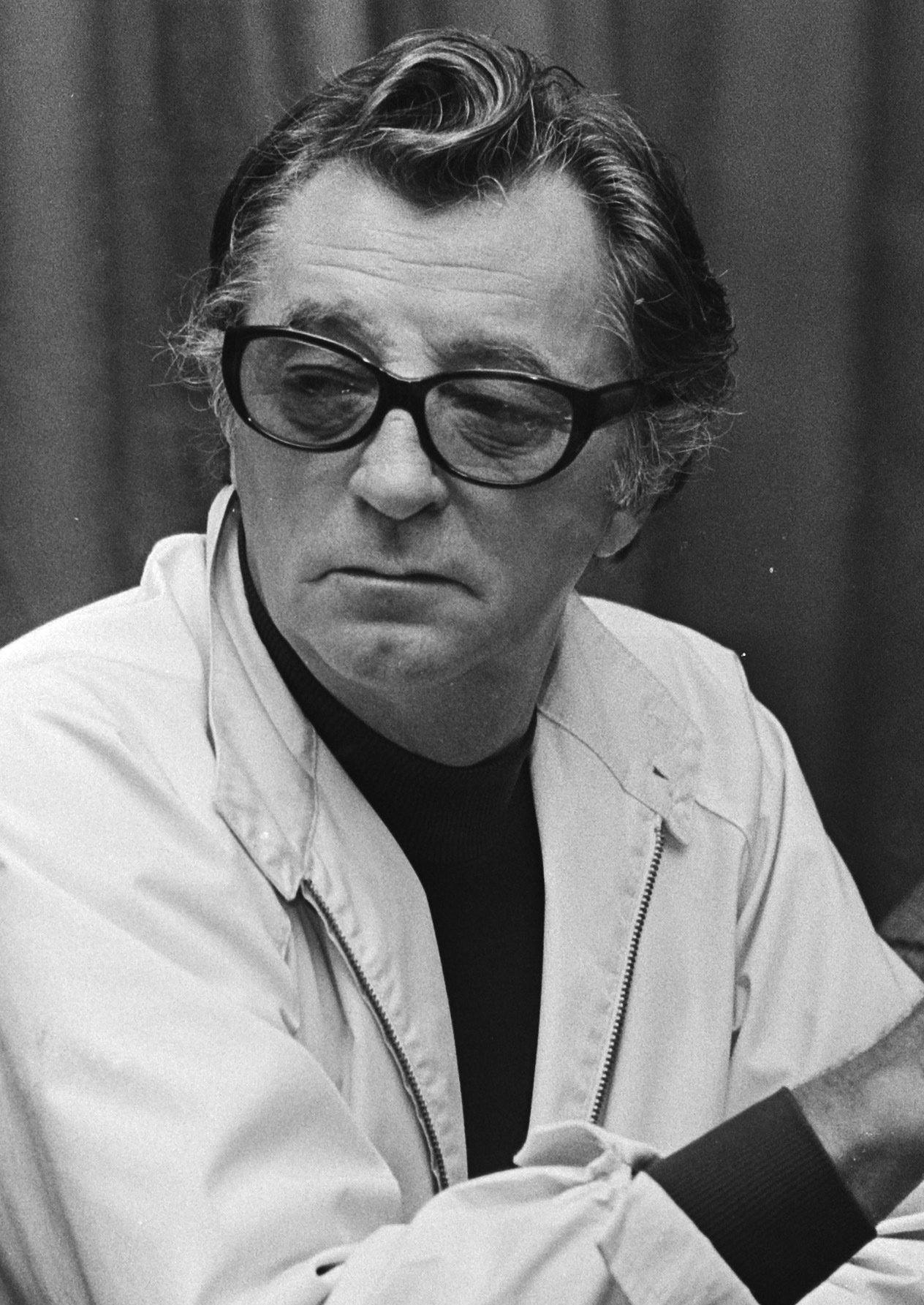
Robert Mitchum en 1976.

- 1970 : La Fille de Ryan (Ryan's Daughter) de David Lean : Charles Shaughnessy
- 1971 : L'Affrontement (Going Home) de Herbert B. Leonard : Harry K. Graham
- 1972 : La Colère de Dieu (The Wrath of God) de Ralph Nelson : le père Oliver Van Horne
- 1973 : Les Copains d'Eddie Coyle (The Friends of Eddie Coyle) de Peter Yates : Eddie « Fingers » Coyle
- 1974 : Yakuza (The Yakuza) de Sydney Pollack : Harry Kilmer
- 1975 : Adieu ma jolie (Farewell, My Lovely) de Dick Richards : Philip Marlowe
- 1976 : La Bataille de Midway (Midway) de Jack Smight : le vice-amiral William F. Halsey
- 1976 : Le Dernier Nabab (The Last Tycoon) d'Elia Kazan : Pat Brady
- 1977 : De la neige sur les tulipes (The Amsterdam Kill) de Robert Clouse : Larry Quinlan
- 1978 : Le Grand Sommeil (The Big Sleep) de Michael Winner : Philip Marlowe
- 1978 : C'est dans la poche (Matilda) de Daniel Mann : Duke Parkhurst
- 1979 : La Percée d'Avranches (Breakthrough) d'Andrew V. McLaglen : le colonel Rogers

#### Années 1980
- 1980 : Les Espions dans la ville (The Agency) de George Kaczender : Ted Quinn
- 1980 : Nuit de meurtre (Nightkill) de Ted Post : le lieutenant Donner/Kelly Rodriguez
- 1982 : That Championship Season de Jason Miller : l’entraîneur Daniel B. Delaney
- 1984 : L'Ambassadeur: Chantage en Israël (The Ambassador) de J. Lee Thompson : l'ambassadeur Peter Hacker
- 1984 : Maria's Lovers d'Andreï Kontchalovski : Monsieur Bibic
- 1988 : Fantômes en fête (Scrooged) de Richard Donner : Preston Rhinelander

#### Années 1990
- 1990 : Présumé dangereux de Georges Lautner : le professeur Forrester
- 1990 : Midnight Ride (en) de Bob Bralver : le docteur Hardy
- 1991 : Les Nerfs à vif (Cape Fear) de Martin Scorsese : le lieutenant Elgart
- 1992 : Les Sept Péchés capitaux de Beatriz Flores : Dieu
- 1993 : Tombstone de George Cosmatos : le narrateur
- 1994 : Woman of Desire (en) de Robert Ginty : Walter J. Hill
- 1995 : Backfire ! d'A. Dean Bell (en) : le marshal Marc Marshall
- 1995 : Pakten (en) de Leidulv Risan (en) : Ernest Bogan
- 1995 : Dead Man de Jim Jarmusch : John Dickinson
- 1997 : James Dean: Race with Destiny de Mardi Rustam (en) : le réalisateur George Stevens

### Télévision
- 1982 : En quête d'indices (One Shoe Makes It Murder) de William Hale (téléfilm) : Harold Shillman
- 1983 : Le Souffle de la guerre de Dan Curtis (mini-série) : Victor « Pug » Henry
- 1983 : Le Crime dans le sang (en) (A Killer in the Family) de Richard T. Heffron (téléfilm) : Gary Tison
- 1985 : Rendez-vous à Fairboroug (en) (Reunion at Fairborough) de Herbert Wise (téléfilm) : Carl Hostrup
- 1985 : Palmer, père et fils (Promises to Keep) de Noel Black (téléfilm) : Jack Palmer
- 1985 : Nord et Sud, 1re partie de David L. Wolper (mini-série) : Patrick Flynn
- 1985 : Scandale a Hollywood: L'affaire Hearst-Davies (The Hearst and Davies Affair) de David Lowell Rich (téléfilm) : William Randolph Hearst
- 1986 : Thompson's Last Run de Jerrold Freedman (téléfilm) : Johnny Thompson
- 1987 : Equalizer de Michael Sloan et Richard Lindheim (saison 3, épisodes 6 et 7, « CIA contre KGB », « Mission: McCall ») : Richard Dyson
- 1988 : Mr. North de Danny Huston : James McHenry Bosworth
- 1988-1989 : Les Orages de la guerre de Dan Curtis (mini-série) : Victor « Pug » Henry
- 1989 : La Confrérie de la rose (en) (Brotherhood of the Rose) de Marvin J. Chomsky (téléfilm) : John Eliot
- 1989 : Jake Spanner, Private Eye (en) de Lee H. Katzin (téléfilm) : Jake Spanner
- 1990 : Papy Joe (en) (A Family for Joe) de Jeffrey Melman (téléfilm) : Joe Whitaker
- 1990 : A Family for Joe (en) d’Arnold Margolin (série) : Joe Whitaker (9 épisodes)
- 1992-1994 : African Skies (en) de Phil Savath (2 saisons) : Sam Dutton (52 épisodes)
- 1995 : The Marshal (en) de Daniel Pyne (en) et John Mankiewicz (saison 2, épisode 3, « The New Marshal ») : Frank MacBride

## Voix françaises
Roger Tréville a été la première voix française régulière de Robert Mitchum. À partir de 1970, ce fut au tour de Jean-Claude Michel de doubler principalement Mitchum. Il y eut d'autres comédiens comme Claude Bertrand, André Valmy ou encore Raymond Loyer ayant doublé l'acteur américain de manières plus occasionnelles.

## Discographie
Robert Mitchum a sorti sous son nom un disque de chansons de calypso, Calypso is like so, où il reprend notamment la célèbre Matilda déjà chantée par Harry Belafonte. Une curiosité musicale où l'acteur chante avec l'accent local. L'album date de 1957 et 1958 et a été réédité en 1995 chez Capitol Records.
En 1958, il a aussi enregistré un 45 tours (My honey's loving arms/The Ballad of thunder road), puis, en 1967, un album d'orientation country intitulé That man, dans lequel il interprète une nouvelle version de The Ballad of thunder road ainsi qu'une version de Sunny.
Ces enregistrements ont également été réédités en CD dans les années 1990.

## Distinction et hommages
En 1946, Robert Mitchum reçoit une nomination à l'Oscar du meilleur acteur dans un second rôle pour le film Les Forçats de la gloire.
En 1994, il est récompensé du Cecil B. DeMille Award pour l'ensemble de sa carrière.
Il possède une étoile sur le Hollywood Walk of Fame, au no 6240 Hollywood Boulevard, obtenue le 25 janvier 1984,.

## Dans la culture populaire

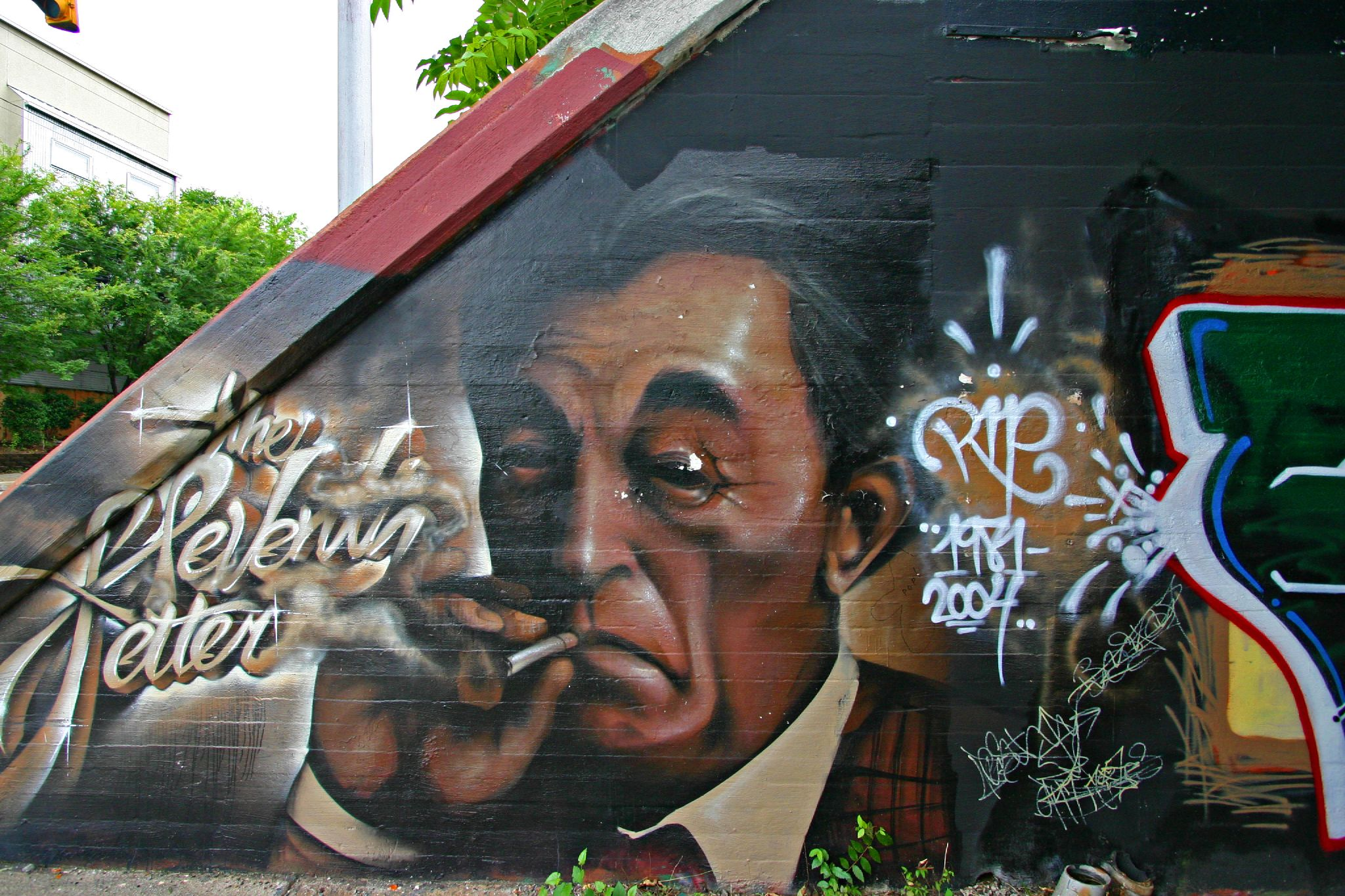
Peinture représentant Mitchum sur un mur d'un tunnel d'Estoria Street à Atlanta en Géorgie.

Robert Mitchum est mentionné dans diverses œuvres.

### Cinéma et séries
- Dans film Robert Mitchum est mort (2010) d'Olivier Babinet et de Fred Kihn, bien que ne parlant pas directement de Robert Mitchum.
- L'épisode 7 de la saison 3 de la série The Boys montre Soldier Boy (joué par Jensen Ackles) interprétant le titre From a logical point of view, suggérant qu'il remplace Robert Mitchum dans l'univers de la série[10].

### Littérature
- Dans les Chroniques de la haine ordinaire de Pierre Desproges (volume 1, chapitre « Mitchum »).

### Bande dessinée
- Dans un récit de 7 pages intitulé Les étoiles connaissent l'assassin de François Boucq, publié en 1978 dans le mensuel Pilote, le personnage principal, un détective privé, a les traits de Robert Mitchum[11].
- Dans Mitchum, cinq courts volumes de Blutch. Dans le numéro 3, l'acteur est le héros du récit.
- Dans Coups de feu à New York, un album de la série Inspecteur Bayard, la tête du personnages du chef du NYPD est inspirée de Robert Mitchum.

### Musique
- Dans la chanson New Age du groupe The Velvet Underground, issue de l'album Loaded, avec les paroles « And when you kissed Robert Mitchum; Gee, but I thought you'd never catch him (« Et quand tu embrassais Robert Mitchum, ça alors, mais j'ai pensé que tu ne l'attraperais jamais ») ».
- Le groupe français Svinkels le cite dans la chanson Tapis rouge, dans l'album du même nom.
- Le groupe français Dionysos le cite dans sa chanson Don Diego 2000, issue de l'album Western sous la neige (2002) avec les paroles « Quand il sera vieux et qu'il ressemblera à Robert Mitchum, et que comme lui il nous clamera pas de soucis ».

### Documentaire
- Grégory Monro, James Stewart/Robert Mitchum, les deux visages de l'Amérique, 2017.